# Cilunculus spinicristus
Cilunculus spinicristus is een zeespin uit de familie Ammotheidae. De soort behoort tot het geslacht Cilunculus. Cilunculus spinicristus werd in 1987 voor het eerst wetenschappelijk beschreven door Child. 